# Aroa discalis
Aroa discalis är en fjärilsart som beskrevs av Walker 1855. Aroa discalis ingår i släktet Aroa och familjen tofsspinnare. Inga underarter finns listade i Catalogue of Life.